# Corticaria umbilicata
Corticaria umbilicata är en skalbaggsart som först beskrevs av Beck 1817.  Corticaria umbilicata ingår i släktet Corticaria, och familjen mögelbaggar. Arten är reproducerande i Sverige.